# 杜陵县
杜陵县，中国西汉时因陵縣制而设置的县。在今陕西省西安市境。
西汉元康元年（前65年），修杜陵，改杜县为杜陵县。属京兆尹，新朝时改名饶安。曹魏时，属雍州京兆郡。

## 相关
- 京兆杜氏
- 杜陵杜氏